# Time Waits for No Slave
Time Waits For No Slave — тринадцатый студийный альбом британской группы Napalm Death, вышедший в 2009 году.
Time Waits For No Slave записывался в уэльской Foel Studios и английской Parlour Studios, что в городе Кеттеринг, (в последней делались партии барабанов и микширование) с продюсером и звукоинженером Рассом Расселлом, известным по работе с Dimmu Borgir, The Exploited, The Berzerker и др., и сотрудничающим с Napalm Death с 1999 года. Альбом был выпущен 23 января 2009 года. (в Австрии, странах Бенилюкса, Германии, Италии и Швейцарии). Релиз в Великобритании состоялся 2 февраля, в США — 10 февраля.

## Звучание
Альбом по звучанию весьма разнообразен. Он содержит как просто суперскоростные и сверхтяжёлые грайндкор-композиции, так и содержащие некий оттенок печали и задумчивости, помимо высокой скорости звучания. В отличие от двух предыдущих альбомов, на альбоме не было гостевых вокалистов. Впервые с начала девяностых в песне Napalm Death появилось соло, здесь оно кратное и по стилю краст-панковое, содержится в треке «A No-Sided Argument».

## Список композиций
1. Strong-Arm — 3:04
2. Diktat — 3:41
3. Work To Rule — 3:17
4. On The Brink Of Extinction — 3:30
5. Time Waits For No Slave — 4:27
6. Life And Limb — 4:01
7. Downbeat Clique — 4:26
8. Fallacy Dominion — 4:07
9. Passive Tense — 3:49
10. Larceny Of The Heart — 3:36
11. Procrastination On The Empty Vessel — 2:57
12. Feeling Redundant — 3:23
13. A No-Sided Argument — 2:14
14. De-Evolution Ad Nauseum — 3:49
15. Suppressed Hunger — 3:09 (бонус-трек)
16. Omnipresent Knife In Your Back — 5:41 (бонус-трек)
17. We Hunt In Packs — 3:49 (Japan Edition Bonus Track)

## Участники записи
- Марк «Барни» Гринуэй — вокал
- Митч Харрис — гитара
- Шэйн Эмбери — бас
- Дэнни Эррера — барабаны